# Tesis
Pour plus de détails, voir Fiche technique et Distribution.
Tesis est un film espagnol sorti en 1996. Il s'agit du premier film du réalisateur espagnol Alejandro Amenábar alors âgé de 23 ans. Tesis est un thriller horrifique d'une durée de 2 heures et 10 minutes qui aborde des thèmes sombres liés a la violence, au voyeurisme, au dynamique de genre ainsi que la fascination morbide pour la violence et la complicité du spectateur dans la consommation de telles images.
Le scenario est co-écrit par Alejandro Amenábar et Mateo Gil. Le film est réalisé par Alejandro Amenábar et notamment produit par José Luis Cuerda, Emiliano Otegui Piedra  et Las Producciones del Escorpión qui ont produit d'autres films du même réalisateur tels que : Les Autres (2001) ou encore Ouvre les yeux (1998). Coté casting on retrouve Ana Torrent (Angela), Fele Martinez (Chema) et Eduardo Noriega (Bosco Herranz). Ce projet propulsera la carrière des deux jeunes acteurs sur la scène nationale et internationale.

## Synopsis
Angela, étudiante en cinéma qui prépare une thèse sur la violence audiovisuelle, découvre au fil de son enquête que les snuff movies (films montrant une mise à mort réelle) existent bel et bien et que leurs auteurs ne sont pas si loin.

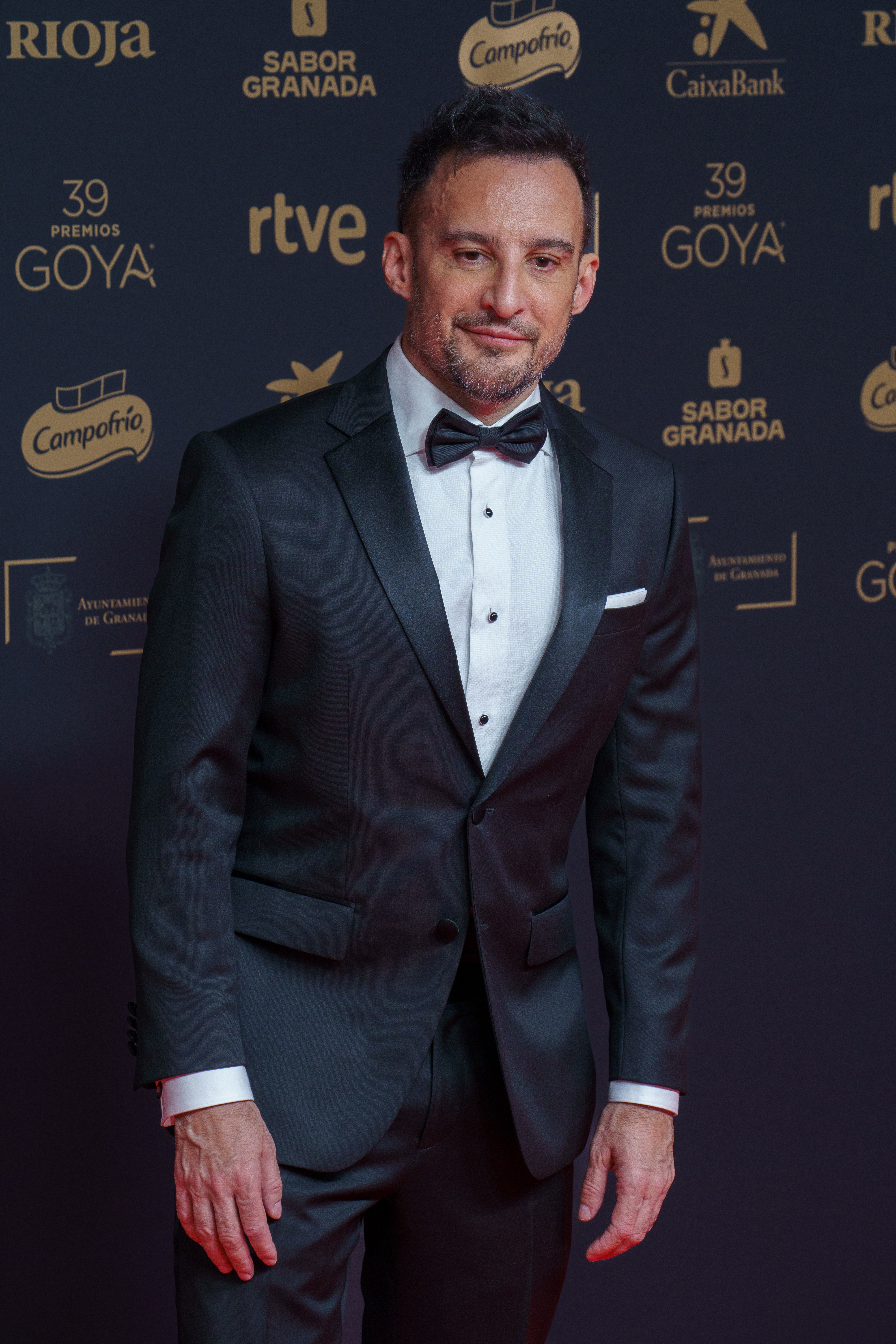
Alejandro Amenábar sur le tapis rouge des prix Goya qui se sont tenus a Grenade en 2025

Le film commence par une scène inquiétante dans le métro de Madrid, où le train est immobilisé à cause d'un accident macabre, cette scène est une introduction à l'horreur présente dans le film.
Angela (Ana Torrent) est une étudiante en cinéma dans une université madrilène. Elle prépare une thèse sur la violence dans les médias audiovisuels et cherche à analyser l'impact des images violentes sur les spectateurs. Curieuse mais inexpérimentée, elle demande l'aide de son professeur, Figueroa (Miguel Picazo), pour trouver des exemples concrets de contenus violents.
Un jour, Figueroa lui dit qu'il va chercher une cassette dans la vidéothèque de l'université, mais il est retrouvé mort peu après dans une salle de projection, victime d'une crise cardiaque. Près de son cadavre, Angela trouve une cassette VHS qu'elle décide d'emporter. Lorsqu'elle la visionne chez son ami Chema (Fele Martínez), un étudiant passionné de films d'horreur et de gore, ils découvrent avec horreur qu'il s'agit d'un "snuff movie" montrant l'exécution réelle d'une femme torturée et tuée.
Angela et Chema se lancent donc dans une enquête pour comprendre l'origine de cette vidéo. Il remarque vite que la jeune femme du film était une ancienne étudiante de leur université, disparue mystérieusement. Leur investigation les mène à Bosco (Eduardo Noriega), un étudiant séduisant, mais au comportement étrange.
Angela, troublée par Bosco, se rapproche de lui tout en continuant ses recherches. Pendant ce temps, Chema se méfie énormément de Bosco, qu'il considère comme dangereux. Angela découvre que Bosco possède une caméra et du matériel de tournage, ce qui renforce les soupçons. Elle commence à être suivie et harcelée par une présence mystérieuse. Quelqu'un semble vouloir l'empêcher de poursuivre son enquête. Elle découvre aussi que son professeur Figueroa a été tué juste après avoir visionné la cassette.

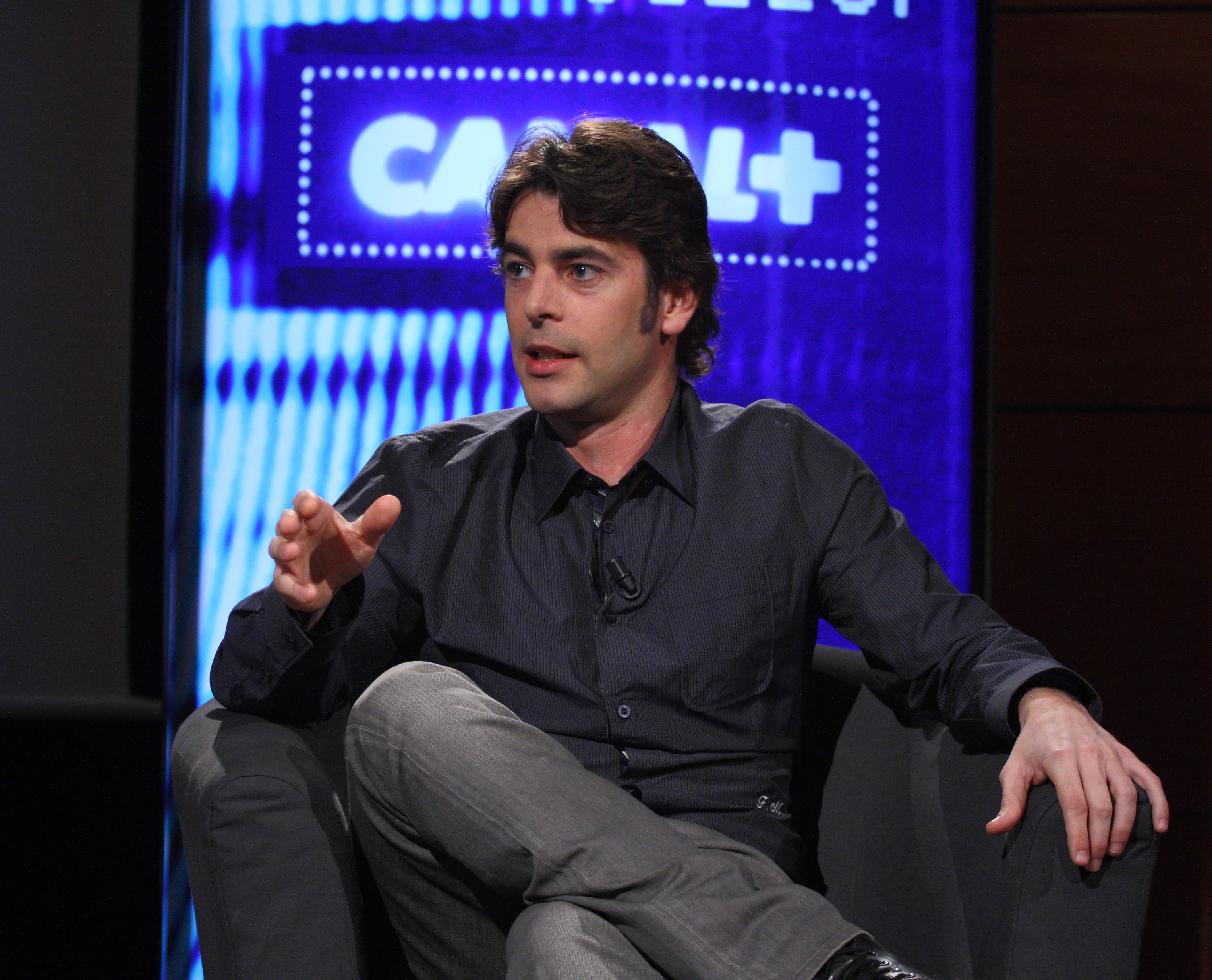
Eduardo Noriega, dans le programme Taller de Canal +, 2008

Angela finit par se retrouver piégée dans la maison isolée de Bosco. C'est là qu'elle comprend qu'il est impliqué dans la production de snuff movies et qu'il travaille en collaboration avec un complice. À ce moment, elle est filmée à son insu et devient elle-même une potentielle victime d'un nouveau snuff movie.
Alors qu'elle est en grand danger, Chema intervient et aide Angela à s'échapper. Une confrontation violente s'ensuit, et Angela finit par retourner la caméra contre Bosco, qui meurt sous les projecteurs. Cette scène met en lumière le cycle de la violence qui imprègne ce film.
Dans la dernière scène, alors qu'Angela semble avoir échappé au pire, un reportage télévisé annonce que des images choquantes vont être diffusés, suggérant que la fascination morbide pour la violence ne disparait jamais vraiment.

## Thèmes et analyses

### Principaux thèmes
Les principaux thèmes abordés par ce film sont nombreux. Tout d'abord, le voyeurisme et la fascination pour la violence, puisque le film critique la manière dont la société consomme les images violentes et les banalise. De plus, le film critique les médias et le sensationnalisme, puisque, comme on le voit à la fin du film, malgré l'horreur des événements, la violence continue d'être exploitée par les médias. Enfin, cette œuvre appuie sur le rôles des genres et le rapport de domination. En effet, Angela (Ana Torrent) oscille entre victime et investigatrice ainsi que dégoût et désir envers Bosco (Eduardo Noriega), qui incarne le prédateur charismatique et dangereux.

### Analyses
En effet, l'auteure met en lumière la distinction entre la perception masculine et féminine du film. Angela, l'héroïne, oscille entre spectatrice passive et actrice involontaire d'un snuff movie, tandis que les personnages masculins adoptent une posture plus détachée et analytique. Le film questionne le voyeurisme et la fascination pour les images de violence, tout en réaffirmant certaines conventions du genre et des rôles de genre traditionnels.

## Bande Originale
La Bande Originale de ce film est composé par Alejandro Amenábar lui-même en collaboration avec Mariano Marin qui vont également collaborer pour la Bande Originale de Ouvres les yeux(1998).
Alejandro Amenábar utilise la bande sonore pour manipuler l’émotion des spectateurs, en alternant entre des effets classiques du cinéma d’horreur (musiques inquiétantes, silences oppressants) et une approche plus expérimentale du son. La Bande Originale est composé de 19 titres qui ont pur but de mettre le spectateur dans une ambiance sonore particulière. Concernant les titres de ces morceaux ils se réfèrent soit a un personnage (Bosco, Figueroa) soit a un moment du film (Beso En La Discoteca, Angela Encuentra La Camara, Pelea En La Cocina) ou encore à des lieux (La Casa De Bosco, El Garaje, El Hospital, El Parque).

## Fiche technique
- Titre : Tesis
- Réalisation : Alejandro Amenábar
- Scénario : Alejandro Amenábar et Mateo Gil
- Production : José Luis Cuerda, Alejandro Amenábar, Hans Burman, Wolfgang Burmann, Júlio Madurga, María Elena Sáinz de Rozas et Emiliano Otegui
- Budget : 721 000 euros
- Musique : Alejandro Amenábar et Mariano Marín
- Photographie : Hans Burman
- Montage : María Elena Sáinz de Rozas
- Décors : Wolfgang Burmann
- Costumes : Ana Cuerda
- Pays d'origine : Espagne
- Format : Couleurs - 1,66:1 - Dolby Digital - Format 35 mm
- Genre : Horreur et thriller
- Durée : 125 minutes
- Dates de sortie : 12 avril 1996 (Espagne), 4 décembre 1996 (France), 2 janvier 2002 (ressortie France)
- Film interdit aux moins de 16 ans lors de sa sortie en France

## Distribution
- Ana Torrent : Angela Marquez
- Fele Martínez : Chema
- Eduardo Noriega : Bosco Herranz
- Xabier Elorriaga : Jorge Castro
- Miguel Picazo : le professeur Figueroa
- Nieves Herranz : Sena Márquez
- Rosa Campillo : Yolanda
- Paco Hernández (alias Francisco Hernández)[5] : le père d'Angela
- Rosa Ávila : la mère d'Angela
- Teresa Castanedo : la présentatrice télé
- José Miguel Caballero : l'employé du vidéo-club
- Joserra Cadiñanos : un vigile
- Julio Vélez : un conducteur
- Olga Margallo : Vanessa

## Autour du film
- Le tournage s'est déroulé à Madrid.
- Quand Angela accède à la base de données des garanties, on peut y lire le nom du réalisateur en tant que client d'une caméra vidéo XT-500.
- Chema porte un t-shirt du film Cannibal Holocaust (Holocausto Canibal)

## Distinctions

### Récompenses

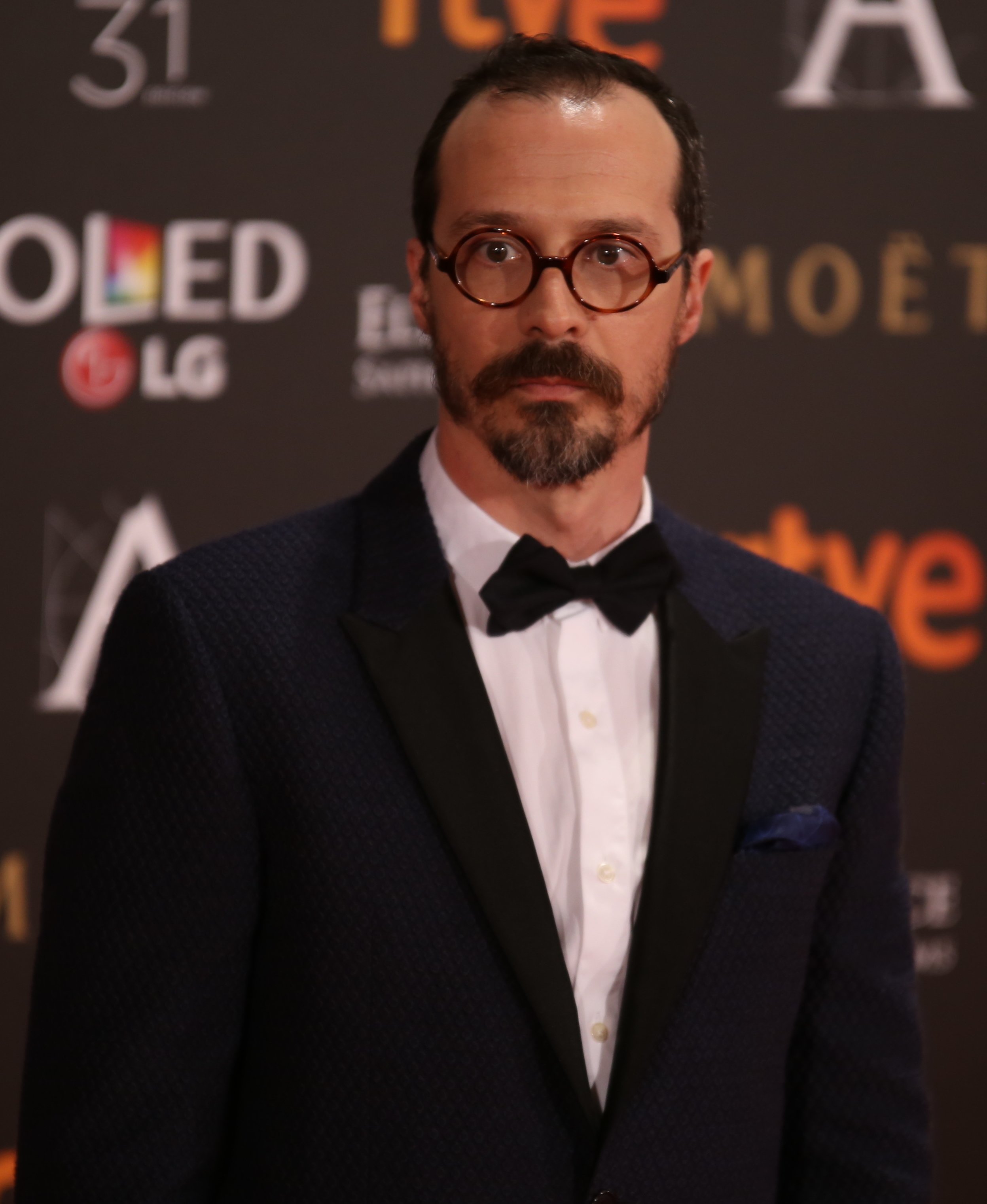
Fele Martinez aux prix Goya de 2017

- Le film sera nommé pour le Prix Méliès(Grand Prix Européen du film fantastique), lors du Festival international du film fantastique de Bruxelles 1997 mais ne sera pas donné vainqueur au profit de Train de l'ombre de José Luis Gerrin[6].
- Grand Prix Européen du film fantastique, lors du festival Fantasporto 1997.
- Lors de la onzième cérémonie des prix Goya le film est nommé dans huit catégories. Finalement il repartira avec sept prix sur les huit possibles : prix Goya du meilleur film, du meilleur nouveau réalisateur, du meilleur scénario original, du meilleur montage, de la meilleure direction de production, du meilleur son et du meilleur espoir masculin (Fele Martínez) en 1997. En effet seul le prix de la meilleure actrice principale échappera à Ana Torrent au profit de Emma Suárez pour El perro del hortelano.
[7]